# Busycotypus canaliculatus
Espèce
Busycotypus canaliculatus est une espèce de gastéropodes marins appartenant à la famille des Buccinidae. C'est une espèce comestible.

## Distribution
Cette espèce est endémique de la côte est des États-Unis, de Cape Cod, dans le Massachusetts, au nord de la Floride. Elle a été introduite dans la baie de San Francisco.

## Description
La coquille de ce gastéropode est généralement lisse et en forme de poire.